# 江田島市立秋月小学校
江田島市立秋月小学校（、英称:Etajima City Munipical Akizuki Elementary School）は、広島県江田島市江田島町秋月に存在した公立小学校である。

## 沿革

### 開校以後
- 1874年(明治7年)
  - 3月15日 - 有隣舎が開校[注 1]。
- 1878年(明治11年)
  - 月日不明 - 同校がヒガシ・シンガイに移転[2]。
  - 11月 - 同校が秋付学校と改称[2]。
- 1886年(明治19年)
  - 4月 - 同校が秋付簡易小学校と改称[注 2]。
- 1891年(明治24年)
  - 3月 - 同校を秋付尋常小学校と改称[注 3]。
- 1908年(明治41年)
  - 4月 - 同校の修業年限を6年に延長[注 4]。
- 1913年(大正2年)
  - 8月 - 同校が現在地に移転[注 5]。
- 1914年(大正3年)
  - 6月 - 同校を秋月尋常小学校と改称[2]。
- 1917年(大正5年)
  - 3月 - 同校を秋月尋常高等小学校と改称[注 6]。
- 1924年(大正13年)
  - 8月 - 同校の南校舎が落成[2]。
- 1940年(昭和15年)
  - 2月 - 同校講堂の落成式を挙行[2]。
- 1941年(昭和16年)
  - 4月 - 同校を秋月国民学校と改称[注 7]。
- 1943年(昭和18年)
  - 9月 - 同校の校章が決定[2]。
- 1947年(昭和22年)
  - 2月 - 同校の校舎を改築移転[2]。
  - 4月 - 同校を江田島村立秋月小学校と改称[2]。
- 1948年(昭和23年)
  - 4月 - 同校の校歌を制定[2]。
- 1949年(昭和24年)
  - 7月 - 同校が自校方式の学校給食を開始[注 8]。
- 1951年(昭和26年)
  - 10月 - 同校を江田島町立秋月小学校と改称[注 9]。
- 2004年(平成16年)
  - 11月1日 - 同校を江田島市立秋月小学校と改称[注 10]。
- 2006年(平成18年)
  - 3月20日 - 同校の閉校式を挙行。
  - 3月31日 - 同校が閉校。

### 閉校以後
- 2017年(平成29年)
  - 8月17日 - 江田島市が同校跡地の無償貸下先を募集開始。
- 2019年(平成31年)
- 4月 - 江田島市が同校跡地の売却先を募集開始。
- 2021年(令和3年)
  - 2月10日 - オーシャンポイントが同校跡地にカキ加工工場を建設する計画を発表。
  - 2月17日 - 江田島市とオーシャンポイントが同校跡地の売買契約を締結。

## 学区

### 通学区域
特別の事情がない限り以下の町域に居住している児童総員が同校へ通学し、以下の中学校へ進学していた。
- 江田島市立江田島中学校の学区
  - 江田島町秋月

### 主要施設
- 秋月港
- 大行寺 (江田島市)

## 交通

### 車両
- 広島呉道路呉インターチェンジから車両で50分程度。
- 東広島呉自動車道阿賀インターチェンジから車両で55分程度。

### 鉄道
- 西日本旅客鉄道
  - 呉駅から車両で45分程度。
  - 安芸阿賀駅から車両で55分程度。

### 船舶
- 秋月港から徒歩で5分程度。
- 小用港から車両で10分程度。

### バス
- 江田島バス
  - 秋月バス停から徒歩で5分程度。
  - 鷲部バス停から徒歩で25分程度。
  - 江田島南部墓苑バス停から徒歩で30分程度。